# ヒルトン・ガーデン・イン
ヒルトン・ガーデン・イン（Hilton Garden Inn）はヒルトン・ホテル社（Hilton Hotels Corporation）が北米を中心に展開しているミッドクラスホテルチェーンのブランドである。

## 沿革
1986年、中級クラスの宿泊施設を持っていなかったヒルトン・ホテル社により始められたブランド。当初25軒程度から始めるつもりが加盟ホテルが集まらずアメリカ・ペンシルベニア州ランカスター、カリフォルニア州ランカスター、ミシガン州サウスフィールド、イリノイ州バッファローグローブの4軒から始めた。

## 概要
ヒルトン・ガーデン・インはスタジオタイプ中級ホテルチェーンで、朝食、昼食、夕食を提供するレストランとフロントデスクに併用するコンビニエンスショップが併設されている。コンビニエンスショップから買った食品は食器や電子レンジを備えた施設が提供され、その部屋で調理することが出来る。無料で利用できるジムが存在する。客室には無料の高速インターネット設備が備えられているのが特徴。朝食は宿泊料金には含まれていない。ホテルはすべてフランチャイズで直営ではない。現在、北米以外でイタリアとドイツにも加盟ホテルがある。
コートヤード・バイ・マリオットなどの中価格帯のビジネス志向ホテルと競合する。

## 日本での展開
- ヒルトン・ガーデン・イン京都四条烏丸（京都市の四条烏丸に2022年11月16日開業、日本初進出[1]）
- ヒルトン・ガーデン・イン横浜みなとみらい（横浜市のPRYME COAST みなとみらい内に2026年前半開業予定[2][3]）